# Aïn Ben Khelil
Aïn Ben Khelil è un comune dell'Algeria, situato nella provincia di Naâma.